# Sanys bebryx
Sanys bebryx är en fjärilsart som beskrevs av William Schaus 1914. Sanys bebryx ingår i släktet Sanys och familjen nattflyn. Inga underarter finns listade.